# Francis Danby

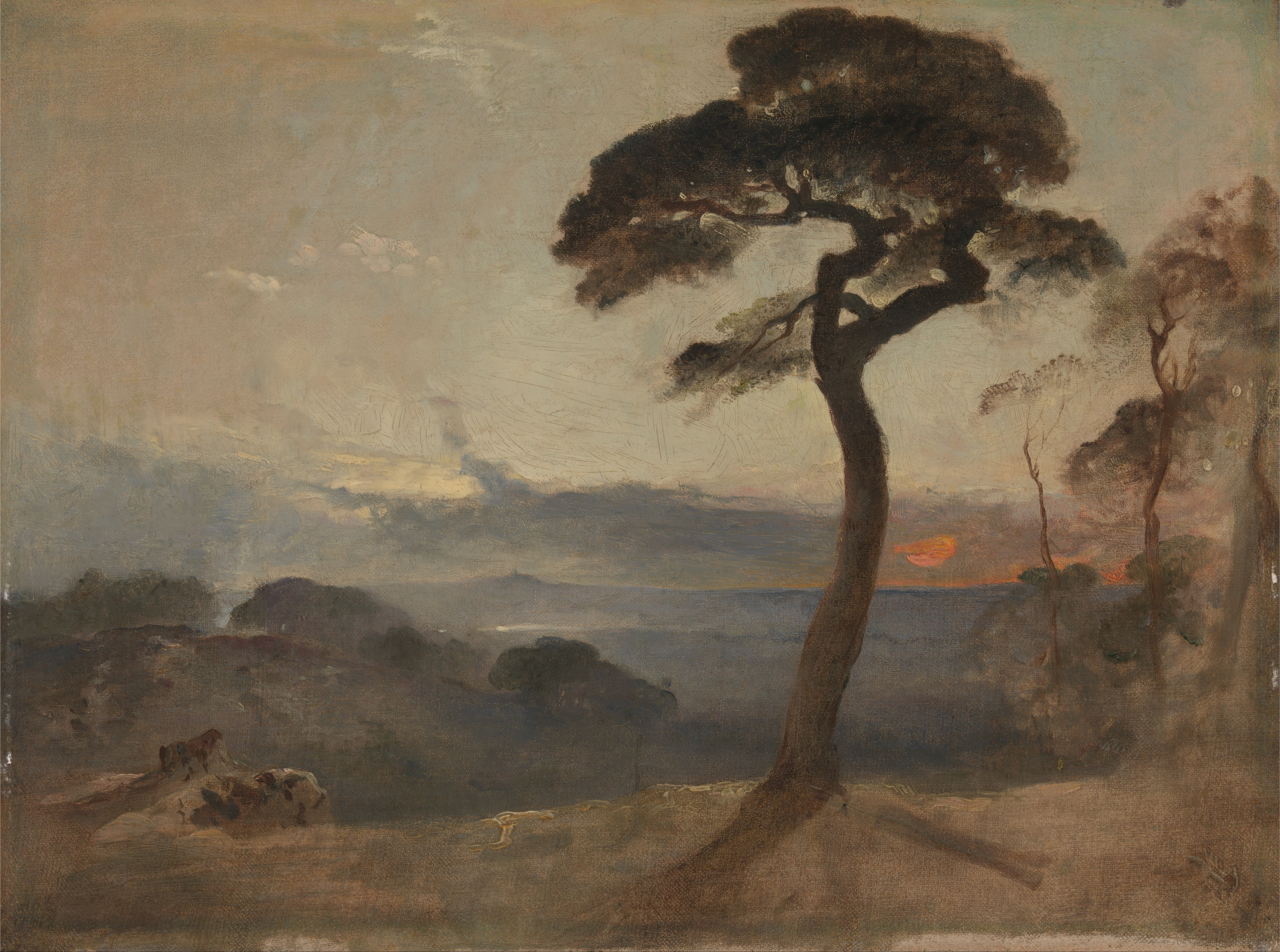
Hampstead Heath. Posta de sol de Francis Danby (cap a 1845)

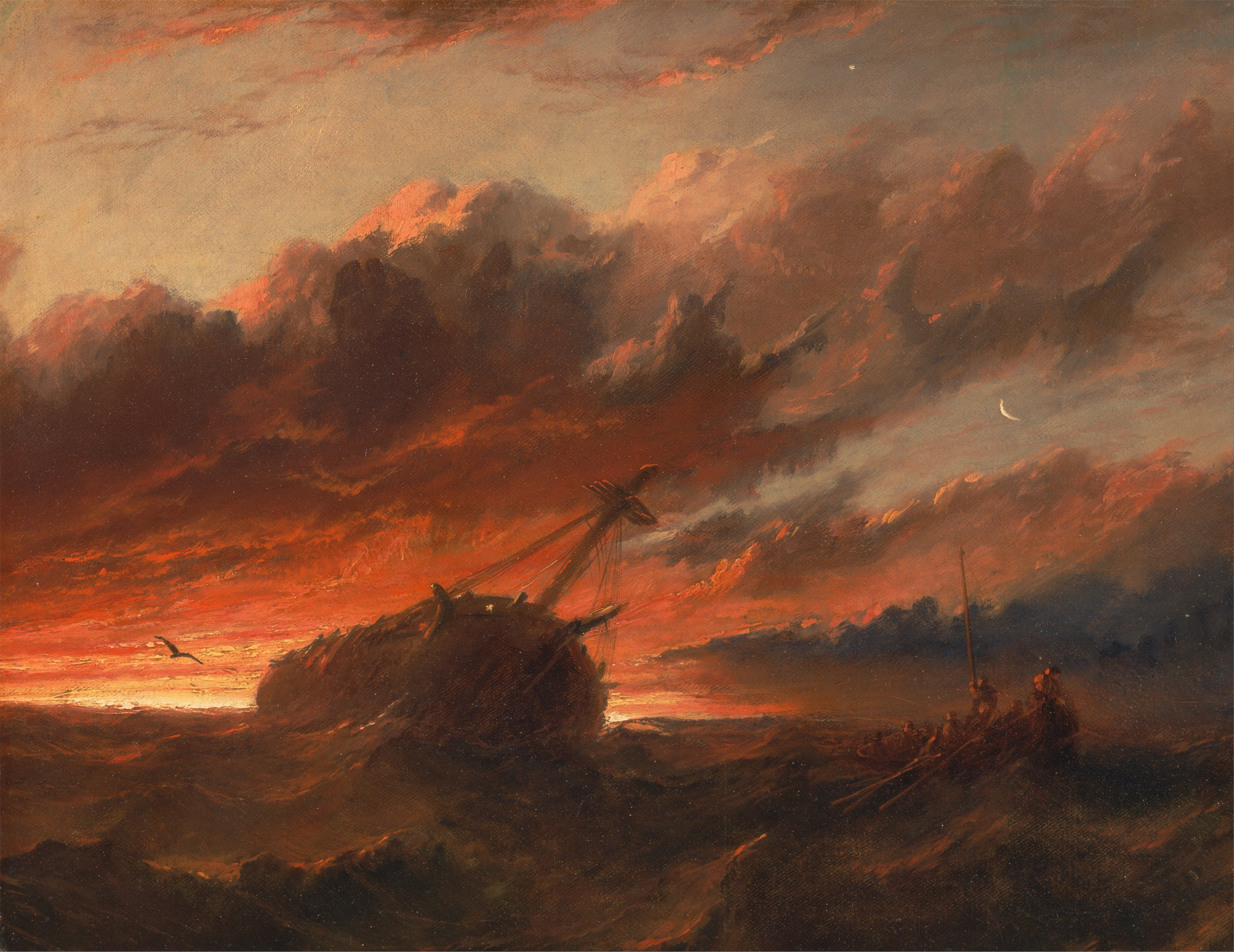
Naufragi de Francis Danby (cap a 1850)

Francis Danby fou un pintor irlandès del període romàntic, el qual gaudí d'un gran èxit al Londres de la dècada del 1820 amb els seus paisatges dramàtics i imaginatius.

## Biografia
Va estudiar pintura a la Dublin Society i el 1819 va conèixer el reverend John Eagles, qui el va animar a cercar la inspiració per a les seues pintures en els paisatges locals. Durant la dècada del 1820 i inspirat per Turner i Claude Lorrain va abandonar el naturalisme en favor de paisatges poètics i heroics. Va treballar principalment a Bristol i Londres, però entre el 1829 i el 1841, a causa de problemes familiars -la seua muller el va abandonar pel pintor Paul Falconer Poole-, es va establir a Suïssa. El 1847 es va retirar a Exmouth, on va treballar com a constructor de vaixells sense deixar de pintar.
Dos dels seus fills, James Francis Danby (1816-1875) i Thomas Danby (1817-1886) també foren pintors.

## Llegat
Se'l recorda particularment per les seues pintures ampul·loses i apocalíptiques, com ara El lliurament d'Israel fora d'Egipte (Preston, Harris Museum, 1825), que foren una provocació directa per a John Martin. No obstant això, en l'actualitat es considera que les seues millors obres són les romàntiques postes de sol de la seua maduresa artística, amb llur tarannà de malenconia i serenitat solemne (Temple de Flora, Londres, Tate, 1840).
Juntament amb John Martin i Joseph Mallord William Turner, Danby és considerat un dels artistes britànics més destacats del període romàntic.